# Eamonn Bannon
Eamonn John Bannon (Edinburgh, 1958. április 18. –) skót válogatott labdarúgó.

## Pályafutása

### Klubcsapatban
Edinburghban született. Pályafutását 1976-ban a Hearts csapatában kezdte. 1979-ben kis ideig Angliában a Chelsea együttesénél szerepelt. 1979 és 1988 között a Dundee United játékosa volt, melynek tagjaként 1908-ban és 1981-ben megnyerte a skót ligakupát, 1983-ban pedig bajnoki címet szerzett. 1988 és 1993 között ismét a Hearts csapatában játszott. Az 1993–94-es szezonban a Hibernian színeiben egy mérkőzésen lépett pályára. 1995 és 1996 között a Stenhousemuir játékosa volt. 

### A válogatottban
1979 és 1986 között 11 alkalommal szerepelt a skót válogatottban és 1 gólt szerzett. Részt vett az 1986-os világbajnokságon, ahol Dánia ellen csereként, az NSZK elleni csoportmérkőzésen pedig kezdőként kapott lehetőséget. Uruguay ellen nem lépett pályára.

## Sikerei, díjai
Dundee United FC
- Skót bajnok (1): 1982–83
- Skót ligakupagyőztes (2): 1979–80, 1980–81